# Балкански куп у фудбалу за репрезентације 1947.
Балкански куп 1947. (енгл. 1947 Balkan and Central European Championship) званично названо Балканско и средњоевропско првенство, одиграно је у периоду од маја до октобра 1947. године. На овом издању купа учествовале су репрезентације Албаније, Румуније, Бугарске, Југославије и Мађарске. Мађарској је ово било прво учешће на турниру (због чега је називу додат израз „и централноевропски“). Мађарска је победила у свим утакмицама које је играла и освојила турнир.

## Коначна табела
| Pos | Тим         | О | П | Н | И | ГД | ГП | ГР  | Бод. | Qualification |
| --- | ----------- | - | - | - | - | -- | -- | --- | ---- | ------------- |
| 1   | Мађарска    | 4 | 4 | 0 | 0 | 18 | 2  | +16 | 8    | Победник      |
| 2   | Југославија | 4 | 3 | 0 | 1 | 11 | 7  | +4  | 6    |               |
| 3   | Румунија    | 4 | 2 | 0 | 2 | 8  | 8  | 0   | 4    |               |
| 4   | Бугарска    | 4 | 1 | 0 | 3 | 5  | 14 | −9  | 2    |               |
| 5   | Албанија    | 4 | 0 | 0 | 4 | 2  | 13 | −11 | 0    |               |

## Утакмице
| Албанија | 0 : 4    | Румунија                         |
| -------- | -------- | -------------------------------- |
|          | Извештај | Фаркаш 29’, 69’, 79’ · Ковач 48’ |

| Бугарска        | 2 : 0    | Албанија |
| --------------- | -------- | -------- |
| Станков 1’, 20’ | Извештај |          |

| Румунија   | 1 : 3    | Југославија                   |
| ---------- | -------- | ----------------------------- |
| Фаркаш 43’ | Извештај | Бобек 38’, 52’ · Језеркић 40’ |

| Југославија                      | 2 : 3    | Мађарска                           |
| -------------------------------- | -------- | ---------------------------------- |
| Цимерманчић 36’ · Михајловић 62’ | Извештај | Ђула 34’ · Пушкаш 57’ · Иштван 83’ |

| Бугарска                   | 2 : 3    | Румунија                               |
| -------------------------- | -------- | -------------------------------------- |
| Станков 47’ · Јорданов 82’ | Извештај | Бакуц 38’ · Печовски 59’ · Маријан 61’ |

| Мађарска                                                                       | 9 : 0    | Бугарска |
| ------------------------------------------------------------------------------ | -------- | -------- |
| Деак 15’, 34’, 52’, 79’ · Жолнаи 34’ · Нађмароши 48’ · Хидегкути 47’, 50’, 86’ | Извештај |          |

| Мађарска                          | 3 : 0    | Албанија |
| --------------------------------- | -------- | -------- |
| Жолнаи 7’ · Егреши 25’ · Деак 53’ | Извештај |          |

| Албанија                  | 2 : 4    | Југославија                                         |
| ------------------------- | -------- | --------------------------------------------------- |
| Боричи 12’ · Парапани 64’ | Извештај | Бобек 21’ · Крнић 27’ · Митић 30’ · Цимерманчић 42’ |

| Румунија | 0 : 3    | Мађарска                     |
| -------- | -------- | ---------------------------- |
|          | Извештај | Егреши 22’ · Пушкаш 38’, 83’ |

| Југославија         | 2 : 1    | Бугарска    |
| ------------------- | -------- | ----------- |
| Михајловић 18’, 43’ | Извештај | Станков 12’ |

## Победник
| Куп Балкана 1947.        |
| ------------------------ |
| · Мађарска · Прва титула |

## Статистика
- Састав Југославије против Румуније 3 : 1

Репрезентација Југославије: Звонко Монсидер, Мирослав Брозовић, Бранко Станковић, Златко Чајковски, Владимир Фирм, Александар Атанацковић, Првослав Михајловић, Фране Матошић, Јован Језеркић, Кирил Симоновски. Селекторска комисија: Милорад Арсенијевић и Александар Тирнанић
- Састав Југославије против Мађарске 2 : 3

Репрезентација Југославије: Звонко Монсидер, Мирослав Брозовић, Бранко Станковић, Златко Чајковски, Ивица Хорват, Александар Атанацковић, Звонимир Цимерманчић, Првослав Михајловић, Фране Матошић, Јован Језеркић, Стјепан Бобек, Фрањо Велф, Кирил Симоновски. Селекторска комисија: Милорад Арсенијевић и Александар Тирнанић
- Састав Југославије против Албаније 4 : 2

Репрезентација Југославије: Звонко Монсидер, Бранко Станковић, Божо Брокета, Златко Чајковски, Миодраг Јовановић, Божидар Дреновац, Владимир Фирм, Звонимир Цимерманчић, Рајко Митић, Јован Језеркић, Стјепан Бобек, Јозо Крнић. Селекторска комисија: Милорад Арсенијевић и Александар Тирнанић
- Састав Југославије против Бугарске 2 : 1

Репрезентација Југославије: Фрањо Шоштарић, Бранко Станковић, Иван Ожеговић, Златко Чајковски, Ивица Хорват, Кирил Симоновски, Звонимир Цимерманчић, Рајко Митић, Стјепан Бобек, Жељко Чајковски, Фрањо Велф, Првослав Михајловић. Селекторска комисија: Милорад Арсенијевић и Александар Тирнанић

### Стрелци голова
Укупно је постигнуто  44 голова у 10 утакмица, с просеком од 4.4 гола по утакмици.
5 голова
- Ф. Деак

4 гола
- Ј. Фаркаш]
- Т. Станков

3 гола
- Н. Хидегкути
- Ф. Пушкаш
- П. Михајловић
- С. Бобек

2 гола
- Б. Егреши
- Ј. Жолнаи
- З. Цимерманчић

1 гол
- Л. Боричи
- А. Парапани
- В. Јорданов
- М. Нађмароши
- И. Мајк
- С. Ђула
- Ј. Језеркић
- Ј. Крнић
- Р. Митић
- Ј. Ковач
- Г. Бакуц
- Ј. Печовски
- Б. Маријан